# 吉田戰車
吉田戰車（日语：／ Yoshida Sensha，1963年8月11日—），日本漫畫家。男性。出身於岩手縣水澤市（現奧州市）。和光大學出身。第37屆文藝春秋漫畫獎得主。他的妻子是漫畫家伊藤理佐（兩人均已再婚）。他的表弟是千田善，曾擔任日本國家足球隊教練伊維察·奧西姆的翻譯。

## 經歷
- 1963年8月：吉田戰車出生於岩手縣水澤市（現奧州市）。
- 1985年：他以《Pop-up》（VIC出版）首次亮相。
- 1989年：作品《傳染（日语：伝染るんです。）》開始在《Big Comic Spirits》（小學館）上連載（1994年連載終了）。
- 1991年：以《傳染》獲得第37屆文藝春秋漫畫獎。
- 2015年：獲得第19屆手塚治虫文化獎短篇獎。

## 風格
吉田戰車為雜誌、報紙、網站等進行漫畫、散文、插畫、企業角色設計等創作。其作品曾被認為是荒誕喜劇漫畫的典範，但其主要興趣在於一個可以被描述為童話般和荒謬的世界，其中非人類的動物，植物，外星生命甚至非生物都有意志並能說話。在中，動物和拉麵突然開始說話的現像是一個反覆出現的搞笑，每個人都武斷地認為這是原因所在，而在《粥貓》中，它被簡單地描述為一種原因不明的怪病，被稱為「說話病（しゃべり病）」。他奇幻有趣的世界很適合小孩子，他也有創作面向更年輕觀眾的作品，例如《刺海膽》。一開始他並不是一個喜歡談論太多自己的人（最初的後記都是以幽默的風格撰寫的。他本人偶爾也會在作品中以與貓和其他無生命物體進行單口表演的角色出現），但近年來，他一直在創作散文漫畫甚至散文。

### 荒誕搞笑
漫畫評論員南信長在他的書中表示，吉田戰車的風格為荒誕搞笑流派的建立做出了貢獻，並與其他漫畫家一起支持了1990年代初的荒誕搞笑熱潮。
南信長表示，吉田戰車的作品風格中「有一種來自不同事物相遇的不適感，以及通過動物和無生命物體的擬人化所營造出的異世界感」，並表示自己在吉田戰車的風格中感受到了「某種不適感」 ，例如「一種奇怪的感覺，就好像我們所感知的現實正在被扭曲」、「就像一個蹣跚學步的孩子不考慮時間、地點和場合而說出令人費解的話一樣，故事以一種完全不連貫和荒謬的方式展開，讓你不知該如何反應」。他還表示，吉田戰車將這種不適感轉化為笑聲的風格被稱為荒誕搞笑，並列出吉田戰車、中川功、朝倉世界一、榎本俊二、等支持1990年代初荒誕搞笑熱潮的作家。
南信長聲稱，這些「才能」是在吉田戰車出現的時候同時出現的，這些大致屬於同世代的作家的活動產生了一種協同效應，確立了荒誕搞笑流派。

## 筆名
根據《戰鬥！軍人》第1冊的後記，「這個名字是一位朋友取的」。他接著說「我挺喜歡戰車這個名字的，（周圍的人）也很喜歡，但我想在這裡說一下，我對軍事的東西不感興趣」並聲稱他選擇這個筆名並非因為他是軍事迷。朝倉世界一也是由同一位朋友取名的。

## 作品列表
凡例
- 截至2017年3月。
- 有關每部作品的詳細信息，請參閱連結文章。
- 出版社和首次出版日期均以出版時的名稱列出。
- 文庫版和新裝版書銘僅列出以與原著同名出版的作品。以新名稱出版的作品將被視為原著（小字印刷）。
- 預設編號會依關係將作品分組，並依發行年份排序。依其他列排序後，如需恢復預設順序，請使用最左側的列。

### 漫畫單行本
|    | 作品（原版）               | 冊數   | 初版發行年    | 出版社                             | 備註                                                                                                 | 文庫版                      | 新裝版                                             | 首次發布                                     |
| -- | -------------------------- | ------ | ------------- | ---------------------------------- | --- | --------------------------- | -------------------------------------------------- | -------------------------------------------- |
| 1  | 戰鬥！軍人（）             | 全2冊  | 1989年 1990年 | Scola                              | 短篇集                                                                                               | 全1冊 1996年，Scola         | 全1冊 2000年，Sony Magazine                        | 《Comic Burger》 等                          |
| 2  |                            | 全1冊  | 1995年        | Scola                              | 本書是將《戰鬥！軍人》中的故事「」的彙編並重新編輯而成的單行本。                                     | 全1冊 1999年，筑摩書房      | 全1冊 2000年，Sony Magazine                        | Scola                                        |
| 3  |                            | 全1冊  | 1989年        | 白泉社                             | 短篇集                                                                                               |                             |                                                    | 《Comic Boy》 等                             |
| 4  |                            | 全1冊  | 1989年        | 白泉社                             | 短篇集                                                                                               |                             |                                                    | 《劇畫Jump》 等                              |
| 5  | 酢屋的銀次（）             | 全1冊  | 1998年        | 白泉社                             | 本書是將《》和《》彙編並重新編輯成全1冊的文庫本。                                                    |                             |                                                    |                                              |
| 6  | 傳染（）                   | 全5冊  | 1990年—1994年 | 小學館                             | | 全5冊 1998年—1999年，小學館 |                                                    | 《週刊Big Comic Spirits》                    |
| 7  |                            | 全1冊  | 1991年        | Scola                              | | 全1冊 2001年，筑摩書房      | 全1冊 2000年，Sony Magazine                        | 《Comic Burger》                             |
| 8  | 輪胎（）                   | 全1冊  | 1992年        | MAGAZINE HOUSE                     | 短篇集                                                                                               | 全1冊 2000年，筑摩書房      | 全1冊 2010年，MAGAZINE HOUSE                       | 《Big Comic Spirits增刊號》 等               |
| 9  | 刺海膽（）                 | 全1冊  | 1992年        | 小學館                             | |                             |                                                    | 《週刊少年Sunday》                           |
| 10 | 超級刺海膽（）             | 全1冊  | 1995年        | 小學館                             | |                             |                                                    | 《週刊少年Sunday》                           |
| 11 | 刺海膽 全（）              | 全1冊  | 2003年        | 小學館                             | 本書是將《刺海膽》和《超級刺海膽》彙編並重新編輯成全1冊的單行本。                                    |                             |                                                    |                                              |
| 12 | 火星田町子（）             | 全1冊  | 1993年        | Scola                              | | 全1冊 2001年，筑摩書房      | 全1冊 2000年，Sony Magazine                        | 《Comic Burger》                             |
| 13 | 陷道（）                   | 全1冊  | 1994年        | ASCII                              | |                             |                                                    | 《週刊Famicom通信》                          |
| 14 |                            | 全1冊  | 1997年        | ASCII                              | |                             |                                                    | 《週刊Famicom通信》 等                       |
| 15 | 新陷道（）                 | 全1冊  | 2000年        | ASCII                              | |                             |                                                    | 《週刊Famicom通信》 等                       |
| 16 | 吉田戰車的遊戲漫畫大全（） | 全2冊  | 2004年        | enterbrain                         | 本書是將《陷道》、《》、《新陷道》彙編並重新編輯成全2冊的單行本。 第1冊名為《兄》，第2冊名為《弟》。 |                             |                                                    |                                              |
| 17 | 火星倫巴（）               | 全1冊  | 1995年        | Scola                              | | 全1冊 2002年，筑摩書房      | 全1冊 2000年，Sony Magazine                        | 《Comic Burger》                             |
| 18 | PuriPuri縣（）             | 全5冊  | 1995年—1998年 | 小學館                             | | 全4冊 2012年，小學館        |                                                    | 《週刊Big Comic Spirits》                    |
| 19 | 年輕的山賊（）             | 全1冊  | 1996年        | 雙葉社                             | 短篇集                                                                                               |                             |                                                    | 《WEEKLY漫畫ACTION》 等                      |
| 20 | 大象的憤怒（）             | 全1冊  | 2002年        | enterbrain                         | |                             |                                                    | 《月刊Comic Beam》                           |
| 21 | 大象的憤怒 年輕山賊（）    | 全1冊  | 2008年        | enterbrain                         | 本書是將《大象的憤怒》和《年輕的山賊》彙編並重新編輯成全1冊的文庫本。                                |                             |                                                    |                                              |
| 22 | 一生拼命機械（）           | 全2冊  | 1996年 1999年 | 小學館                             | 短篇集                                                                                               |                             |                                                    | 《Big Comic Spirits 21》 等                  |
| 23 | 一生拼命機械 全（）        | 全1冊  | 2003年        | 小學館                             | 本書是將《一生拼命機械》從全2冊彙編成全1冊的單行本。                                                 |                             |                                                    |                                              |
| 24 |                            | 全1冊  | 1997年        | Scola                              | |                             | 全1冊 2000年，Sony Magazine 全1冊 2005年，太田出版 | 《Comic Burger》 等                          |
| 25 |                            | 全1冊  | 1999年        | 講談社                             | |                             |                                                    | 《Morning》                                  |
| 26 |                            | 全2冊  | 2000年 2002年 | 第1冊：Sony Magazine 第2冊：幻冬舎 | | 全1冊 2008年，enterbrain    |                                                    | 《Comic Birz》 等                            |
| 27 |                            | 全2冊  | 2001年        | 小學館                             | 第1冊名為《A》，第2冊名為《B》。                                                                     |                             |                                                    | 《週刊Big Comic Spirits》                    |
| 28 | 武俠猿蟹合戰（）           | 全2冊  | 2003年 2004年 | enterbrain                         | 第1冊名為《天之卷》，第2冊名為《地之卷》。                                                           | 全1冊 2008年，enterbrain    |                                                    | 《月刊Comic Beam》                           |
| 29 | 扁你喔（）                 | 全11冊 | 2002年—2006年 | 小學館                             | |                             |                                                    | 《週刊Big Comic Spirits》                    |
| 30 | 山田系列（）               | 全2冊  | 2004年        | 小學館                             | |                             |                                                    | 《週刊Big Comic Spirits》增刊號 MANPUKU！ 等 |
| 31 |                            | 全1冊  | 2005年        | 講談社                             | |                             |                                                    | 《Evening》 等                               |
| 32 | Sports Pon（）             | 全5冊  | 2007年—2009年 | 小學館                             | |                             |                                                    | 《週刊Big Comic Spirits》 等                 |
| 33 |                            | 全1冊  | 2008年        | enterbrain                         | 短篇集                                                                                               |                             |                                                    | 《COMIC CUE》 等                             |
| 34 |                            | 全4冊  | 2006年—2009年 | 小學館                             | |                             |                                                    | 《Big Comic Original》 等                    |
| 35 |                            | 全1冊  | 2010年        | enterbrain                         | |                             |                                                    | 《月刊Comic Beam》                           |
| 36 |                            | 全5冊  | 2011年—2017年 | 小學館                             | 連載於《Big Comic Original》。 第2冊也收錄了目前正在《Big Comic Original》增刊號連載的《》。         |                             |                                                    | 《Big Comic Original》 等                    |
| 37 |                            | 全2冊  | 2012年        | 小學館                             | 第1冊名為《赤》，第2冊名為《白》。                                                                   |                             |                                                    | 《週刊Big Comic Spirits》                    |
| 38 | 粥貓（）                   | 全7冊  | 2013年—2016年 | 小學館                             | 連載於《週刊Big Comic Spirits》。                                                                    |                             |                                                    | 《週刊Big Comic Spirits》                    |
| 39 |                            | 全3冊  | 2017年—2019年 | 小學館                             | 世界觀與《PuriPuri縣》相同，也被視為同一作品的續作。                                                 |                             |                                                    | 《週刊Big Comic Spirits》                    |

### 書籍
|    | 作品（原版）         | 冊數  | 初版發行年 | 出版社    | 備註              | 文庫版                 | 新裝版 | 首次發布               |
| -- | -------------------- | ----- | ---------- | --------- | ----------------- | ---------------------- | ------ | ---------------------- |
| 1  |                      | 全1冊 | 1994年     | 角川書店  | 與共著 對話式散文 | 全1冊 2001年，角川書店 |        | 《月刊KADOKAWA》       |
| 2  |                      | 全1冊 | 1996年     | 角川書店  | 與共著 對話式散文 |                        |        | 《月刊KADOKAWA》       |
| 3  | 吉田自行車（）       | 全1冊 | 2002年     | 講談社    | 散文、遊記        | 全1冊 2006年，講談社   |        | 《Web現代》            |
| 4  | 吉田電車             | 全1冊 | 2003年     | 講談社    | 散文、遊記        | 全1冊 2007年，講談社   |        | 《Web現代》 等         |
| 5  | 壓舷（）             | 全1冊 | 2004年     | FREESTYLE | 俳句與散文        |                        |        | 《HOBO日刊ITOI新聞》   |
| 6  | 邪惡的笛子 壓舷2（） | 全1冊 | 2004年     | FREESTYLE | 俳句與散文        |                        |        | 《HOBO日刊ITOI新聞》   |
| 7  |                      | 全1冊 | 2005年     | 太田出版  | 散文集            | 全1冊 2008年，講談社   |        | 日空航空航機雜誌 等    |
| 8  | 吉田遊覽車（）       | 全1冊 | 2006年     | 講談社    | 散文、遊記        | 全1冊 2009年，講談社   |        | 《MouRa》              |
| 9  | 戰車電影（）         | 全1冊 | 2006年     | 小學館    | 關於電影的散文    |                        |        | 《Big Comic Superior》 |
| 10 | 壓舷紀行（）         | 全1冊 | 2008年     | 講談社    | 俳句與散文        |                        |        | 《HOBO日刊ITOI新聞》   |
| 11 |                      | 全1冊 | 2011年     | EASTPRESS | 關於料理的散文    |                        |        | 《HOBO日刊ITOI新聞》   |
| 12 |                      | 全1冊 | 2012年     | 小學館    | 關於日語的散文    |                        |        | 《Web日本語》          |

### 繪本
- （2011年，河出書房新社）
- （2017年，河出書房新社）

### 作詞
- （1997年，收錄於Tama（日语：たま (バンド)）的專輯《帕德嫩神殿銀座街（日语：パルテノン銀座通り）》中）
- （2019年，NHK《與媽媽同樂（日语：おかあさんといっしょ）》節目中的體操歌曲）[9][10]

### 其它
- 為小學館發行的任天堂遊戲（如《超級瑪利歐世界》）的攻略繪製4格漫畫（其中一些後來被收錄在《陷道》等單行本中）。
- 高見映（日语：高見のっぽ）所著、丸善MATES發行的插圖（1992年）
- NHK教育《漫畫日本史（日语：まんが日本史 (NHK)）》的人物設定（1992年）
- 石川銀行（日语：石川銀行）的角色設計。角色名為（1997年）
- 樂團Tama（日语：たま (バンド)）第8張專輯《帕德嫩神殿銀座街（日语：パルテノン銀座通り）》（《PuriPuri縣》形象專輯）的作詞、和聲歌手（1997年）
- NHK情報節目的標題與插圖（2003年）
- NIFTY（日语：ニフティ）特設網站「ウイルスの恐怖展」4格漫畫（後收錄於）（2004年）
- 讀賣新聞（週六早報）連載、中澤新一（日语：中沢新一）所著小說的標題與插圖（2007年—2008年）
- TOYOTA FINANCE（日语：トヨタファイナンス）的角色設計。角色名為（2008年）
- 在展中，展出了《PuriPuri縣》、《扁你喔》、《Sports Pon》的原畫以及《傳染》相關的彩色插圖。此外，也負責海報和傳單的設計（2009年）
- 為出身於岩手縣的落語家桂枝太郎（日语：桂枝太郎 (3代目)）真打昇進時，繪製手巾和窗簾的插圖（2009年）
- 由河出書房新社發行的《KAWADE夢Mook 文藝別冊 總特集 吉田戰車》刊登了與名人的對話和訪談（2009年）
- 由太田出版發行的《Quick Japan（日语：Quick Japan）》vol.85刊登了與楳圖一雄的對談（2009年）
- 筑摩書房發行、Bourbon小林（日语：長嶋有）所著的文庫版的評論（2009年）
- 「我的龍馬插畫展 IN 豪斯登堡」本龍馬的插圖（2010年）
- 第3屆下町喜劇影展in台東（日语：したまちコメディ映画祭in台東）的主視覺圖（2010年）
- 東海林禎雄（日语：東海林さだお）所著、文春文庫發行的評論（2010年）
- 岩手日報社（日语：岩手日報）發行（2011年）、（2012年）的全新漫畫
- 樂團團團轉樂團巡迴演唱會事前預約特典券的插圖（2011年）
- 赤憲雄等人所著、EASTPRESS（日语：イースト・プレス）發行的《「東北」再生》的書籍設計（2011年）
- FREESTYLE（日语：フリースタイル (出版社)）雜誌《FREESTYLE vol.16》特集投稿關於篠原勝之（日语：篠原勝之）的的文章（2011年）
- 電子書《AiR》第2號刊載「新吉田自行車」（2011年—）
- 長有原作、光文社發行《長嶋有漫畫化計劃》中「兩個穿運動服的人（日语：ジャージの二人）」的漫畫（2012年）
- 在中展出彩繪木芥子人偶（2012年）
- 網路漫畫網站鯰魚吉祥物的插圖（2012年）
- 松尾鈴木（日语：松尾スズキ）報紙小說的插圖（2012年12月—）
- TAKARA TOMY交換卡片遊戲《決鬥大師》的卡片插圖（2012年）
- 山善 可洗循環器系列 電視廣告（2023年6月—）[11][12]
- 奧州市官方吉祥物角色的設計。角色名為「奧州太郎」（2024年）[13]

等

### 連載中作品
- 2002年—，《Big Comic Original增刊號（日语：ビッグコミックオリジナル増刊）》

- 2017年—，《Big Comic Original》

- 2021年4月3日—，《東京新聞早報》

## 相關節目
- BS漫畫夜話（日语：BSマンガ夜話）（1998年2月23日，NHK BS2）—嘉賓包括大槻賢二（日语：大槻ケンヂ）、濱田麻里（日语：濱田マリ）、飯星景子（日语：飯星景子）（吉田未親自出席）
- 課外授業 歡迎前輩（日语：課外授業 ようこそ先輩）（2002年9月2日，NHK教育）—他將給小學生上特別的課。

## 相關書籍
- 齋藤環，青土社（日语：青土社），1998年9月 ISBN 978-4-791-75659-9—有一篇關於吉田的評論文章，作者是岩手縣的精神科醫生。

## 相關項目
- 伊藤理佐—吉田戰車的妻子。吉田經常出現在她關於日常生活的文章中。
- 中之人—源自吉田戰車的俚語。

## 外部連結
- 《Big Comic Spirits ～SPINET》連載
  -  （日語）
  -  （日語）
- 連載
  -  （日語） 連載終了
  -  （日語） 連載終了
  -  （日語） 連載終了
  -  （日語） 連載終了
- 連載
  -  （日語） 連載終了
- 吉田戰車的X（前Twitter） （日語）